# Pierre Barillet
Pierre Barillet   (16è districte de París, 24 d'agost de 1923 - 7è districte de París, 8 de gener de 2019) va ser un autor dramàtic francès. En col·laboració amb Jean-Pierre Grédy van escriure una trentena d'obres de teatre de l'anomenat teatre de bulevard, algunes de les quals han esdevingut autèntics èxits de públic: Le Don d'Adèle, Fleur de cactus, Folle Amanda, Potiche...

## Obres
Obra dramàtica
(en col·laboració de Jean-Pierre Grédy)
- 1948: Le Don d'Adèle. Obra en 4 actes. Estrenada al Casino municipal de Niça el mes de novembre de 1949. Adaptat al català com El do d'Adela per Joan Vilacasas i estreneat el 1971 al Teatre Romea, Barcelona[1]
- 1950: Ami-ami. Comèdia en 3 actes. Estrenada al teatre Daunou, el 9 de desembre de 1950.
- 1952: Le Bon Débarras. Comèdia en 3 actes. Estrenada al teatre Daunou, el 9 de febrer de 1952.
- 1952: La Reine blanche. Comèdia en 3 actes. Estrenada al Théâtre Michel, el 10 de setembre de 1953.
- 1955: L'Or et la paille. Comèdia en 3 actes. Estrenada al Théâtre Michel de París, el 3 de novembre de 1956.
- 1955: La Plume. Comèdia en 3 actes. Estrenada al teatre Daunou de París, el 12 de gener de 1956.
- 1958: Les Choutes. Estrenada al teatre des Nouveautés, el 7 de febrer de 1959.
- 1958: Le Chinois. Estrenada al teatre de La Bruyére, el 30 d'octubre de 1958.
- 1960: Le Grand Alfred. Estrenada al teatre Michel de París.
- 1963: Fleur de cactus. Comèdia en 2 actes. Estrenada al teatre dels Bouffes-Parisiens, el 23 de setembre de 1964. Estrenada com a Flor de cactus el 2009 pel teatre L'Escotilló de Vilanova i la Geltrú, traduït i adaptat per Eva Peribáñez.[2]
- 1966: Quarante carats. Obra en 2 actes i 12 quadres. Estrenada al Théâtre de la Madeleine de París, el 30 de setembre de 1967.
- 1966: Quatre pièces sur un jardin. Estrenada al teatre dels Bouffes-Parisiens, el 6 de febrer de 1969.
- 1971: Folle Amanda. Estrenada al teatre dels Bouffes-Parisiens de París.
- 1972: Une rose au petit déjeuner. Estrenada (1973) al teatre dels Bouffes-Parisiens de París.
- 1974: Peau de vache. Estrenada (1976) al teatre de la Madeleine de París.
- 1978: Le Préféré
- 1980: Potiche
- 1984: Lily et Lily. Estrenada al Théâtre Antoine de París el 1985.
- 1985: Le Big Love
- 1990: Magic palace
- 1990: Lætita
- 1991: L'Ombre de Stella
- 1994: Le Peignoir rouge

Assaigs i memòries
- 1999. Les seigneurs du rire
- 2001. Quatre années sans relâche
- 2002. Hollywood solitude

Novel·les
- 1992. Gustave et Louise
- 2006. Un génie, ce petit